# Día Nacional del Mate
El Día Nacional del Mate es una celebración que se realiza el 30 de noviembre en Argentina. Se realizó por primera vez en 2015 para rendir homenaje al mate nacional y así reconocer su importancia para el país.
Este día fue establecido por el Senado y Cámara de Diputados de la Nación Argentina, mediante la Ley 27.117, sancionada el 17 de diciembre de 2014, promulgada de hecho el 20 de enero de 2015, y publicada en el Boletín Oficial de la República Argentina, el 28 de enero de 2015.
Dicha ley consta de cuatro artículos, el primero de los cuales dice textualmente:

ARTÍCULO 1º — Institúyase el día 30 de noviembre de cada año como Día Nacional del Mate, en conmemoración del nacimiento de Andrés Guacurarí y Artigas, a fin de promover el reconocimiento permanente de nuestras costumbres.

En el texto de la ley, se escribió el nombre como «Andrés Guacurarí y Artigas», porque así firmaba él, aunque se pronuncia «Guazurarí» y se lo conoce como Andresito Guazurarí.

## Homenaje
El 30 de noviembre fue instituido como el Día Nacional del Mate, en conmemoración del nacimiento del comandante guaraní Andresito Guasurarí (1778-1821). Fue gobernador de la provincia grande de Misiones de 1815 a 1819, Fomentó la producción y dio gran impulso a la comercialización de la yerba mate. Hijo adoptivo de José Gervasio Artigas, Andresito escribía su nombre «Andrés Guaçurarí y Artigas», y de esta forma firmaba los documentos oficiales de su gestión como gobernador. El apellido «Guacurarí» se pronuncia «Guazurarí». Lo llamaban simplemente Andresito.

## Comandante Andresito
Andrés Guasurarí y Artigas, soldado y caudillo argentino, indígena de origen guaraní, fue uno de los primeros líderes federales de las Provincias Unidas del Río de la Plata, y único gobernador indio de la historia argentina, gobernó entre 1815 y 1819 la Provincia Grande de las Misiones, designado “Comandante General de Misiones” por José Gervasio Artigas.
Como soldado sirvió en el Ejército de Manuel Belgrano y en el Ejército de José Artigas, participando en las luchas por la Independencia argentina.
En 1811, integró la Milicia Guaraní-Misionera incorporada al ejército de Manuel Belgrano cuando regresaba de su campaña al Paraguay, y por órdenes del gobierno de Buenos Aires avanzaba sobre Uruguay. Allí participó en el Sitio de Montevideo bajo las órdenes de José Rondeau.
Siendo comandante general de Misiones, su primera misión militar fue recuperar los pueblos misioneros ocupados por los paraguayos a orillas del río Paraná, lo hizo al mando de su «ejército indio» con 500 de sus mejores combatientes de infantería y caballería, no muy bien armados, en poco tiempo recuperó Candelaria, en septiembre de 1815, posteriormente Santa Ana, San Ignacio, Loreto y Corpus.
En 1816 enfrentó a la invasión luso-brasileña (portuguesa), logrando vencer a los portugueses en julio de 1817 en la Batalla de Apóstoles, siendo posteriormente derrotado, en marzo de 1818, en la Batalla de San Carlos. La lucha contra los portugueses se transformó en una larga y complicada campaña que se extendió hasta 1819.
Su lucha se orientó hacia dos objetivos:
- la lucha contra las fuerzas extranjeras que invadieron el territorio.
- la defensa de los principios federalistas sustentados por Artigas.

### Honores
La Cámara de Representantes de la Provincia de Misiones, lo declaró Prócer Misionero el 5 de julio de 2012.
El 1 de abril de 2014 por medio del Decreto Nacional n° 463/2014, fue ascendido a la jerarquía de General del Ejército Argentino.
Fue declarado Héroe Nacional por el Congreso de la Nación mediante la Ley 27.116, sancionada el 17 de diciembre de 2014, promulgada el 20 de enero de 2015.
El Congreso de la Nación mediante la Ley 27.116 incorporó el 2 de julio como Día de la Conmemoración y Recuerdo de Andrés Guacurarí, en el calendario de actos y conmemoraciones oficiales de la Nación.
El Consejo Federal de Educación por el voto unánime de su Asamblea, incorporó al calendario escolar el 2 de julio, como Día de la Conmemoración y Recuerdo de don Andrés Guacurarí.

### Reconocimientos
- La ciudad Comandante Andresito, en el Departamento General Manuel Belgrano, provincia de Misiones.
- El Puente Internacional Comandante Andresito, cruza el río San Antonio uniendo Misiones con Brasil.
- El estadio Andrés Guacurarí del Club Crucero del Norte de la ciudad de Garupá, Dpto. capital, provincia de Misiones.
- Una escultura de 15 m de altura sobre una isla de 53 m de diámetro, en la costanera de la ciudad de Posadas.
- Una calle Andrés Guacurarí en la ciudad de San Cosme, provincia de Corrientes.
- Monumento a Andrés Guacurarí en la ciudad de Santo Tomé, provincia de Corrientes.
- Monumento a Andrés Guacurarí, en el sitio histórico donde se desarrolló la batalla, en la ciudad de Apóstoles.
- Una plazoleta Comandante Andrés Guacurarí y Artigas, en la ciudad de Buenos Aires.
- En Uruguay, la Ruta 4 lleva el nombre de Andrés Artigas.
- El pueblo Andresito en el Departamento de Flores, en Uruguay.
- La calle Andresito Guacararí (sic) en la ciudad de Montevideo, Uruguay.
- La escuela rural n.º 54 de Rancheríos de Ponce, Coronel Andrés Guacararí (sic), en el Departamento de Canelones, Uruguay.[nota 1]

Son algunos homenajes hacia su persona, entre muchos otros.